# Comuna Käina
Käina este o comună (vald) din Comitatul Hiiu, Estonia.
Comuna  are în componență 35 de localități (Käina(Käina), reședința comunei și 34 de sate).

## Localități componente

### Reședința
- Käina (Käina)

### Sate
- Aadma
- Allika
- Esiküla
- Jõeküla
- Kaasiku
- Kaigutsi
- Kassari
- Kleemu
- Kogri
- Kolga
- Kuriste
- Laheküla
- Lelu
- Ligema
- Luguse
- Moka
- Mäeküla
- Mäeltse
- Männamaa
- Nasva
- Niidiküla
- Nõmme
- Nõmmerga
- Orjaku
- Putkaste
- Pärnselja
- Ristivälja
- Selja
- Taguküla
- Taterma
- Utu
- Vaemla
- Villemi
- Ühtri